# Bruchus rufimanus
Bruchus rufimanus é uma espécie de insetos coleópteros polífagos pertencente à família Chrysomelidae.
A autoridade científica da espécie é Bohemann, tendo sido descrita no ano de 1833.
Trata-se de uma espécie presente no território português.